# Ethel Muckelt
Ethel Muckelt (n. 30 mai 1885, Manchester, Regatul Unit al Marii Britanii și Irlandei – d. 13 decembrie 1953, Manchester, Anglia, Regatul Unit) a fost o patinatoare artistică ce a reprezentat Regatul Unit al Marii Britanii și al Irlandei de Nord, medaliată olimpică. A participat la 3 ediții ale Jocurilor Olimpice (1920, 1924, 1928) în care a câștigat o medalie de bronz.